# کوسرائی
کوسرائی (به انگلیسی:kosrae) با نام پیشینِ کوسائی یا آبخوست نیرومند یا "جزیره قوی" یک آبخوست و یکی از چهار ایالت کشور ایالات فدرال میکرونزی است. کُسرائه شامل آبخوست اصلی، چند جزیره، و چندین آبخوست خرد نزدیک آن می‌شود. مهم‌ترین این آبخوست‌ها، للو است که ۱٬۵۰۰ نفر جمعیت دارد.
جمعیت کُسرائه در سال ۲۰۱۰، ۶٬۶۱۶ نفر بوده‌است. شهر توفول پایتخت این آبخوست است. کوه فینکل به ارتفاع ۶۱۹ متر (۲٬۰۳۱ فوت)، بلندترین نقطه در این ایالت است و مساحت آن ۱۱۰ کیلومتر مربع است.

## جغرافیا
کُسرائه، شرقی‌ترین ایالت در جزایر کارولین است. این ایالت با ۱۱۰ کیلومتر مربع (۴۲ مایل مربع) مساحت در ۶۰۰ کیلومتری (۳۷۰ مایلی) شمال خط استوا، بین گوآم و هاوایی قرار دارد. ساحل برخی آبخوست‌های آن دچار فرسایش شده‌اند.

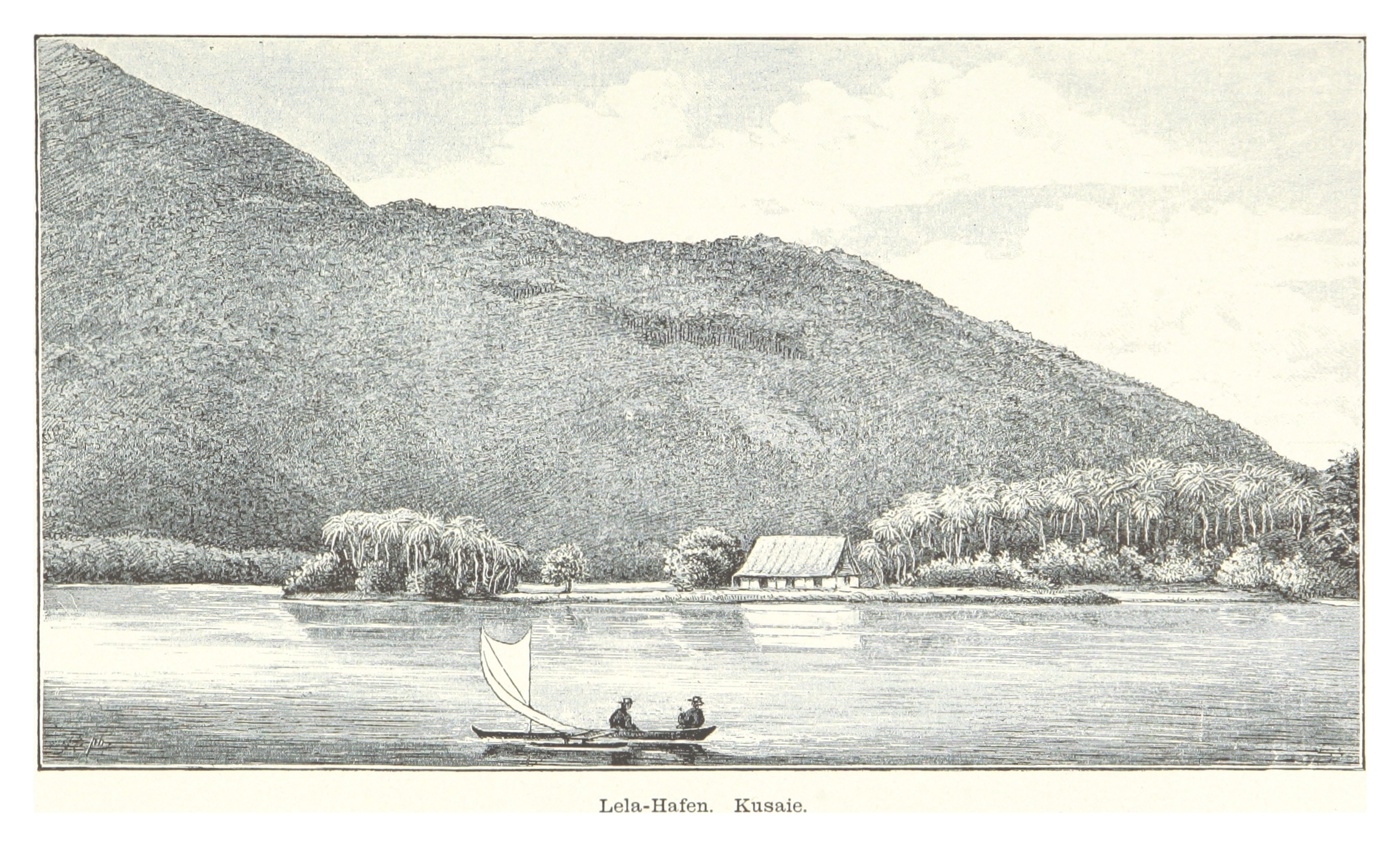
نقاشی از طبیعت کُسرائه در ۱۸۸۳ میلادی

کُسرائه ایالتی با بلندای زیاد و مناطق کشف نشده بسیار است. بسیاری برای غواصی اسکوبا و کوهنوردی به آنجا می‌روند. آب‌سنگ‌های مرجانی که آبخوست را دربر گرفته‌اند با یک سامانه بویه دریایی در شرایط دست‌نخورده نگهداری می‌شوند که به‌دست کاوشگران، غواصان و به‌کمک «دفتر منابع دریایی» دولتی نصب و نگهداری می‌شوند. بخش بزرگی از آب‌سنگها دست‌نخورده هستند که شامل چندین کیلومتر مرجان سخت شده می‌شود که به گفته برخی، هزاران سال عمر دارند.
پوشش گیاهی فشرده و کوه‌های پُرشیب، مانع از توسعه چشمگیر کُسرائه شده‌اند. اگر از بیرون آبخوست به آن نگاه شود، شکل آن یادآور اندام یک زن است. به همین دلیل آن را «آبخوست بانوی خوابیده» نامیده‌اند.

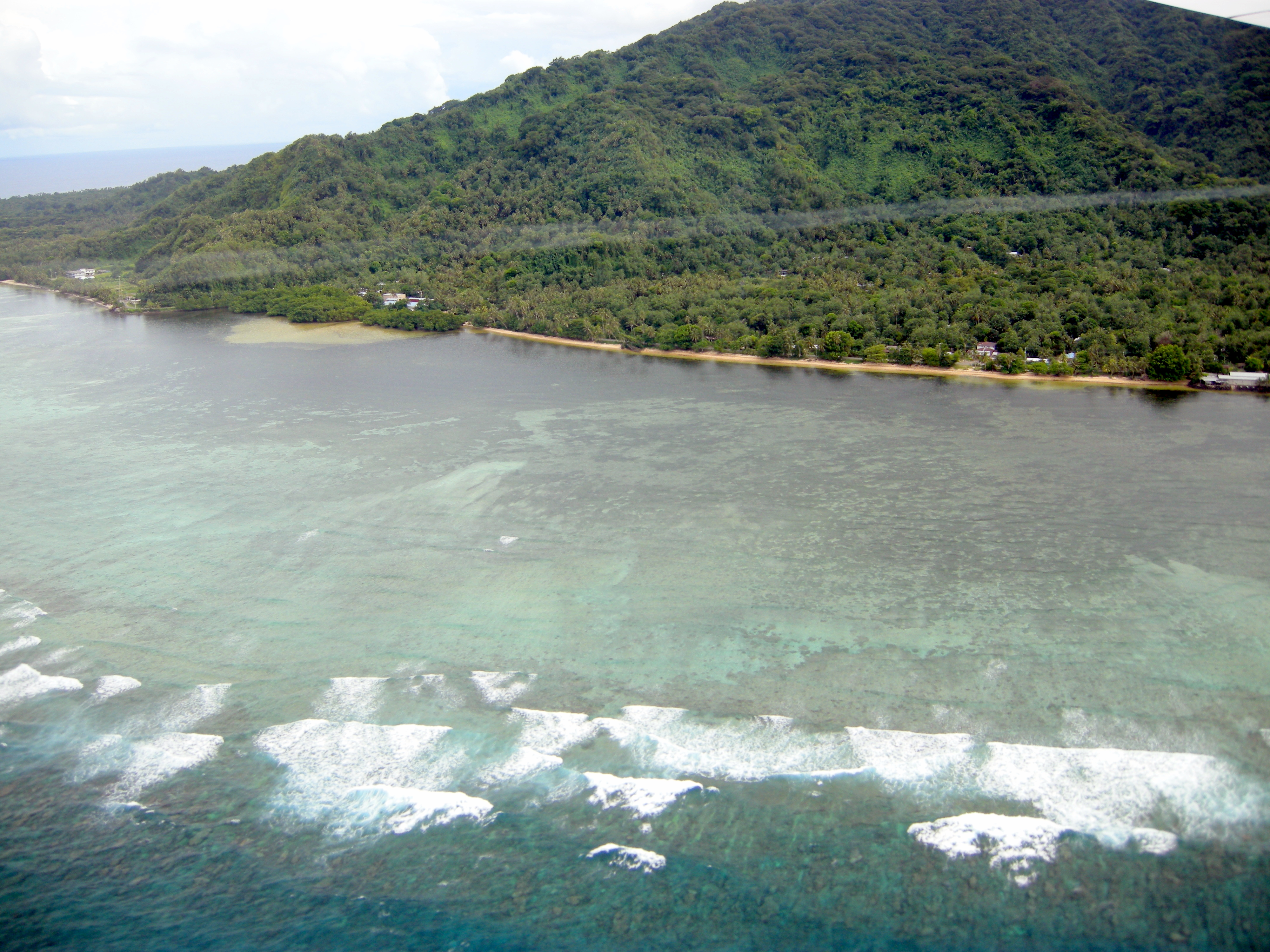
طبیعت کُسرائه

للو، یک آبخوست آب‌سنگ مرجانی با اهمیت در خاور کُسرائه است. مساحت للو تنها ۲ کیلومتر مربع (۰٫۷۷ مایل مربع) اما جمعیت آن ۱٬۵۰۰ نفر است. شهر توفول پایتخت ایالت کُسرائه در منطقه شهرداری للو قرار دارد. دیگر آبخوست‌های نزدیک کُسرائه که خالی از سکنه هستند، یِن‌یِن و یِن‌سار (در منطقه شهرداری للو)، آبخوست فرودگاه، کیول، میوتونیال، سروناساک (در منطقه شهرداری تافونساک)، و سروکامس (در بخش والونگ منطقه شهرداری تافونساک) هستند.

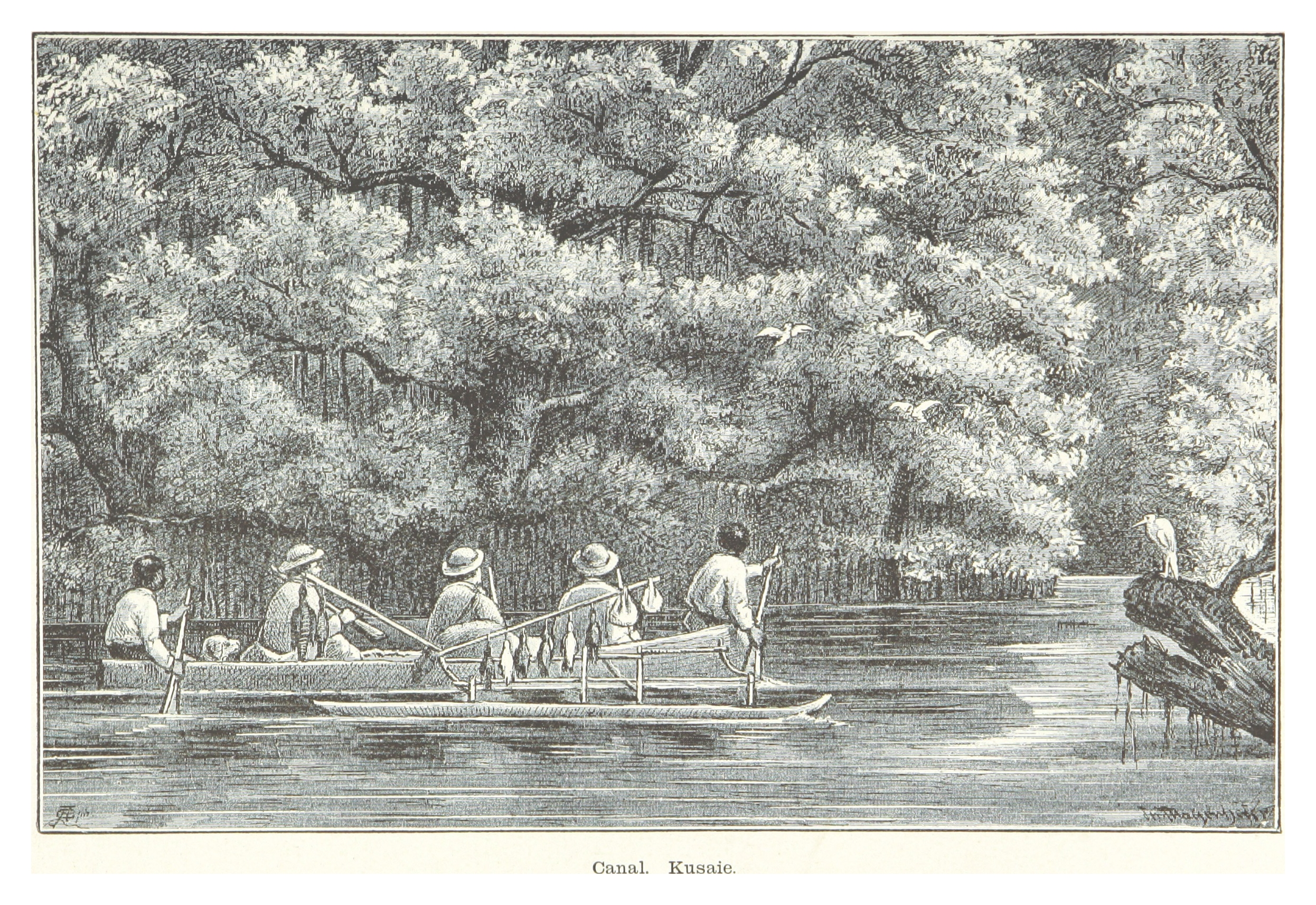
نقاشی از طبیعت کُسرائه در ۱۸۸۳ میلادی

## تاریخ

### پیش از ورود اروپاییان
شواهد باستان‌شناسی نشان می‌دهد که از سال‌های آغازین هزاره نخست میلادی، مردمانی در کُسرائه زندگی می‌کرده‌اند. از جمله این شواهد منطقه باستان‌شناسی للو است که از سال ۱۲۵۰ میلادی وجود داشته و در دوران اوج خود ۱٬۲۵۰ نفر جمعیت و ۲۷ هکتار مساحت داشته‌است. این شهر برای سنگ قبرهای هرم‌مانند خود، زبان‌زد است.

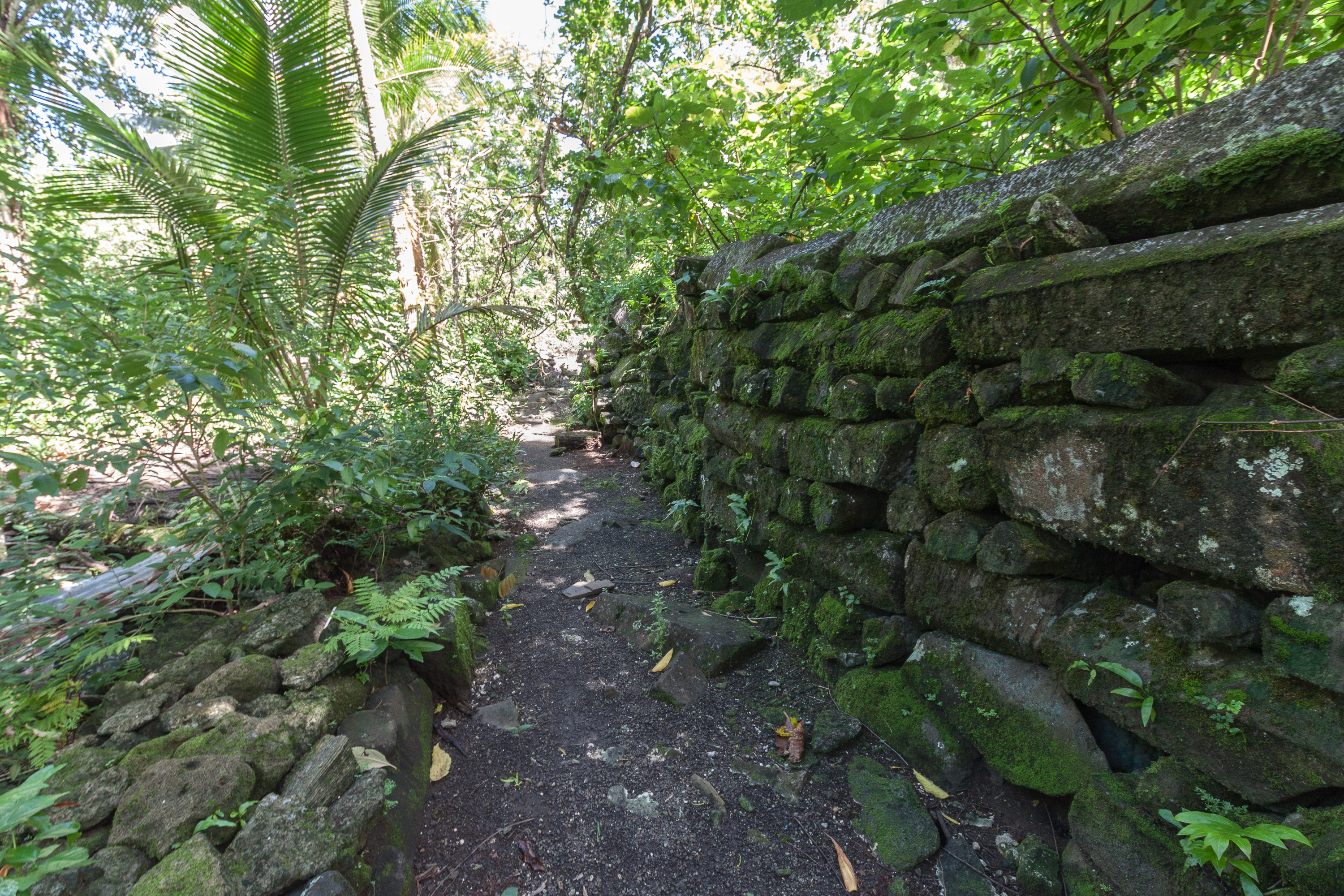
ویرانه‌های منطقه باستان‌شناسی للو

### ورود اروپاییان
«آلوارو د ساویدرا» نخستین اروپایی وارد شده به کوسرئی در ۱۳ سپتامبر ۱۵۲۹میلادی بود. او در آن هنگام در سفر از تیدوره به اسپانیای نو بود. اگرچه از سال ۱۶۶۸ میلادی امپراتوری اسپانیا بر کُسرائه ادعای مالکیت کرد اما تا سال ۱۸۸۵میلادی اشغال نشد. در هنگام نخستین تماس اروپاییان با بومیان در سال ۱۸۲۴ میلادی، کُسرائه جامعه‌ای به شدت طبقاتی داشت که نمونه‌ای از آبخوست‌های اطراف در آن هنگام بود. ویژگی‌ های فرهنگی آن، وجود گروه‌ها و نزدیکی خویشاوندی با ساختار ارباب رعیتی است که در آن نخبگان زمین‌هایی را کنترل می‌کردند که مردم عادی در آن مشغول به‌کار بودند. روستاها از چند گروه کوچک و نسبتاً نزدیک به‌هم تشکیل می‌شدند که آشپزخانه آن‌ ها مشترک بود.
نخستین دفتر تبلیغ مذهبی توسط مبلغان کانگر گیشنال در ۱۸۵۲میلادی باز شد و گمان می‌رود که در دهه ۱۸۷۰ (میلادی) همه مردم آبخوست به مسیحیت گرویده باشند. امروزه همچنان گروه‌های مسیحی در کُسرائه وجود دارند و دین هنوز در گرد هم‌آوری مردم، نقش فرهنگی مهمی دارد.

### آزار و ترور
در ۱۵ مارس ۱۸۷۴ میلادی، کشتی ناخدای بدنام و آدمربا «بولی هیز» به نام «لئونورا» هنگامی که به‌دلیل طوفان در بندرگاه اوتوه توقف کرده بود غرق شد. بولی هیز برای خود خانه‌ای در اوتوه ساخت و در هفت ماهی که به ترور مردم محلی مشغول بود در آن زندگی کرد. در سپتامبر ۱۸۷۴ اچ‌ام‌اس رسریو (۱۸۶۰) به فرماندهی «ناخدا دوپویس» به کُسرائه آمد تا درستی یا نادرستی اتهامات وارده به هیز را بررسی کند. هیز دستگیر شد؛ اما با قایقی به درازای ۱۴ پا که از باقیمانده‌های لئونورا ساخته شده بود فرار کرد. شاید گنج او جایی در جنگل، زیر خاک باشد. اما حفاری و کاوش‌های انجام شده برای یافتن آن تا به امروز ناموفق بوده‌است.

### فرمانروایی آلمان
در ۱۸۸۵میلادی پس از آنکه درگیری بین امپراتوری اسپانیا و امپراتوری آلمان با میانجی‌گری واتیکان پایان یافت، نیروی دریایی اسپانیا کنترل کُسرائه را به دست گرفت. پس از شکست اسپانیا از ایالات متحده آمریکا در جنگ آمریکا و اسپانیا در ۱۸۹۸، در دوم فوریه ۱۸۹۹ میلادی امپراتوری اسپانیا جزایر کارولین را به قیمت ۲۵ میلیون پزوتا (۱۷ میلیون مارک طلایی آلمان) به امپراتوری آلمان فروخت.

### فرمانروایی ژاپن
پس از جنگ جهانی اول، بر پایه پیمان ورسای، امپراتوری ژاپن قیمومیت و کنترل تمام مستعمره‌های بالاتر از خط استوا شامل جزایر کارولین، جزایر مارشال (به غیر از گوآم آمریکا)، جزایر ماریانا، و خلیج کیاچو را به‌دست‌آورد.
در هنگام فرمانروایی امپراتوری ژاپن، کُسرائه شاهد رشد اقتصادی پیوسته از ۱۹۱۴ تا پیش از شکست و تسلیم امپراتوری ژاپن در جنگ جهانی دوم در ۱۹۴۵ بود. در آن هنگام آبخوست به وسیله چند مُبَلّغ مذهبی اداره می‌شد که مردم را ارشاد می‌کردند. ویلارد پرایس در بازید از کُسرائه در دهه ۱۹۳۰ (میلادی) می‌نویسد: هیچ زندانی در کُسرائه نیست، در طول ۶۰ سال هیچ قتلی اتفاق نیفتاده و مردم دربارهٔ نوشیدنی الکلی و تنباکو چیزی نمی‌دانند.
ژاپنی‌ها کُسرائه را در هنگام جنگ جهانی دوم سنگربندی کردند. اما هیچ نبردی در کُسرائه اتفاق نیفتاد. امروزه همچنان بسیاری از تونل‌های کنده شده در طول جنگ، یافت می‌شوند.

### حاکمیت آمریکا
در ۱۹۴۵ مدیریت کُسرائه به آمریکا داده شد. آمریکا کُسرائه را به عنوان بخشی از قلمرو تراست جزایر اقیانوس آرام مدیریت کرد. از دهه ۱۹۶۰ (میلادی) کمک و سرمایه‌گذاری آنها افزایش یافت.

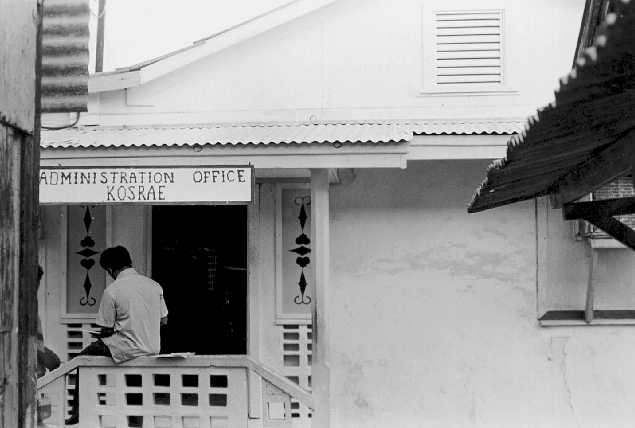
دفتر مدیریت کُسرائه در هنگامی که بخشی از قلمرو تراست جزایر اقیانوس آرام بود (حدود سال ۱۹۸۰ میلادی).

### استقلال
در آغاز دوره قلمرو تراست جزایر اقیانوس آرام، کُسرائه به عنوان یکی از منطقه‌های شهرداری ایالت پوناپی مدیریت می‌شد. اما در ۱۹۷۷ از پوناپی جدا شده و مستقل شد. هنگامی که قانون اساسی میکرونزی در ناحیه‌های پالائو و جزایر مارشال قلمرو تراست جزایر اقیانوس آرام شکست خورد، کُسرائه به ناحیه‌های باقی‌مانده یاپ، چوک (چوئوک) و پوناپی پیوست تا کشور ایالات فدرال میکرونزی پدید آید. کُسرائه تنها آبخوست کشور ایالات فدرال میکرونزی است که به‌تنهایی، یک ایالت مستقل است. اگرچه هفت یا هشت آبخوست خرد در نزدیکی آب‌سنگ مرجانی آبخوست اصلی (که مهم‌ترین آن للو است)، به‌عنوان بخشی از آبخوست اصلی فرض می‌شوند.

## منطقه‌های شهرداری
تا سال ۱۹۷۷ کُسرائه به نواحی یا روستاهای زیر تقسیم می‌شد:
- للو (فقط آبخوست للو)
- یِپِن (بخش اصلی منطقه شهرداری للو امروزی به همراه پایتخت ایالت شهر توفول)
- تافونساک (تقریبا منطقه شهرداری تافونساک امروزی)
- مالِم (تقریبا منطقه شهرداری مالم امروزی)
- اوتوا (تقریبا منطقه شهرداری اوتوه امروزی)

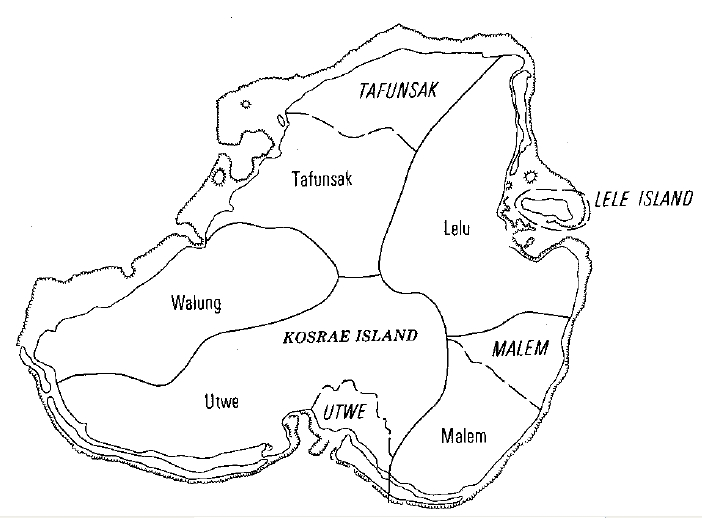
منطقه‌های شهرداری کُسرائه تا پیش از ۱۹۸۰ میلادی

در سال ۱۹۸۰ پنج منطقه شهرداری در کُسرائه ایجاد شدند:
- للو (از به هم پبوستن روستای للو و ناحیه یِپِن)
- تافونساک (ایجاد شده در شمال خاوری‌ترین بخش ناحیه تافونساک)
- والونگ (ایجاد شده در جنوب باختری‌ترین بخش ناحیه تافونساک)
- مالم (ایجاد شده از ناحیه مالم)
- اوتوا (ایجاد شده از ناحیه اوتوا)

با پیوستن والونگ به تافونساک، تعداد منطقه‌های شهرداری به چهار منطقه کاهش یافت.

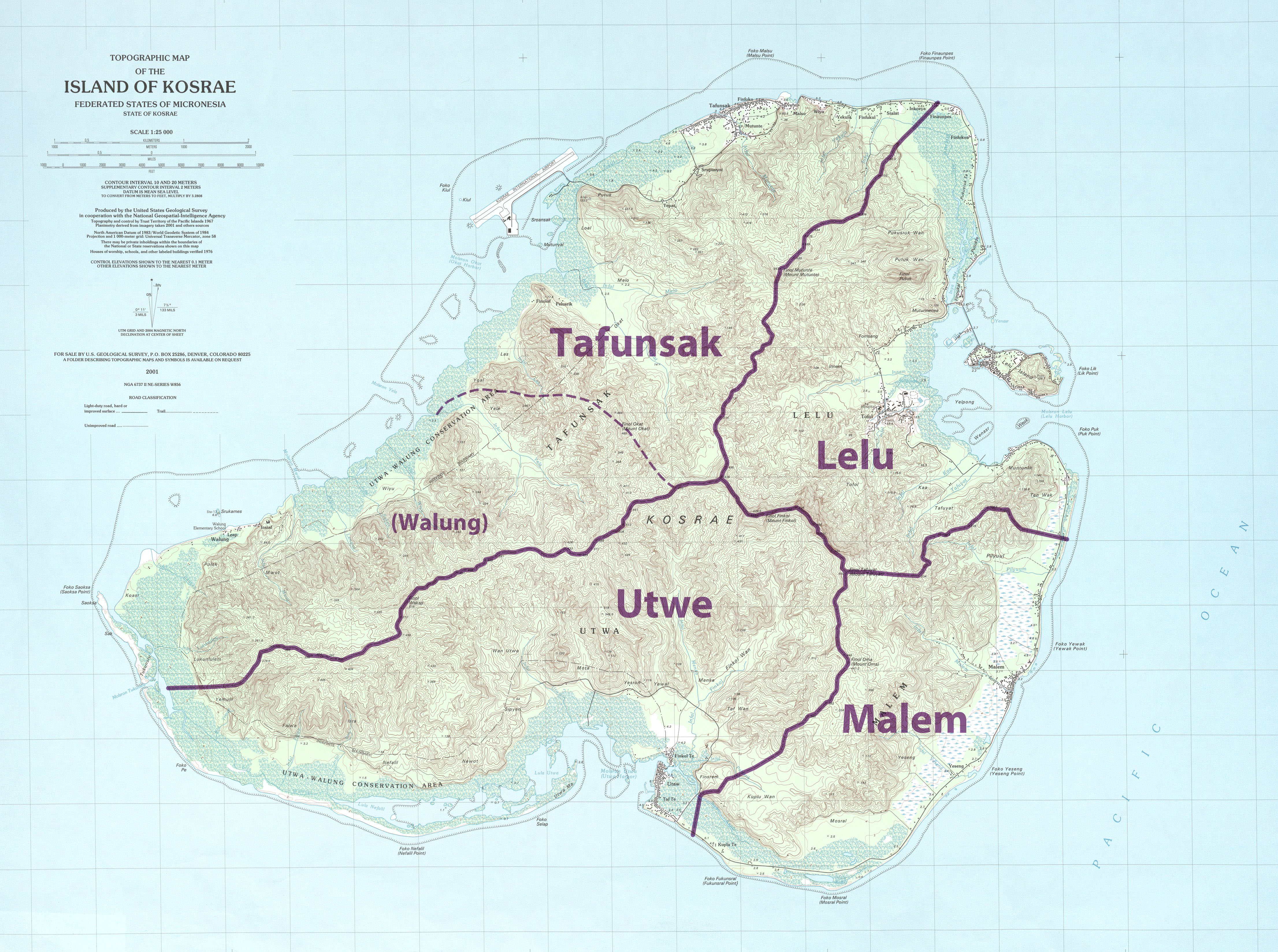
تقسیم‌بندی کنونی منطقه‌های شهرداری کُسرائه، پس از ۱۹۸۰ میلادی

| منطقه شهرداری | مساحت کیلومتر مربع | جمعیت (سرشماری ۱۹۸۰) | جمعیت (سرشماری ۲۰۱۰) |
| ------------- | ------------------ | -------------------- | -------------------- |
| للو           | ۲۱/۵               | ۱٬۹۹۵                | ۲٬۱۶۰                |
| مالم          | ۱۶/۸               | ۱٬۰۹۱                | ۱٬۳۰۰                |
| اوتوه         | ۲۸/۵               | ۹۱۲                  | ۹۸۳                  |
| تافونساک      | ۲۳/۳               | ۱٬۳۴۲                | ۲٬۱۷۳                |
| والونگ        | ۱۹/۵               | ۱۵۱                  | بخشی از تافونساک     |
| کوسرائه       | ۱۰۹/۶              | ۵٬۴۹۱                | ۶٬۶۱۶                |

## ترابری
فرودگاه بین‌المللی کُسرائه (یاتا: KSA، ایکائو: PTSA، موقعیت‌یاب اف‌آآ: TTK) در یک آبخوست انسان‌ساز در امتداد آب‌سنگ مرجانی ساخته شده‌است. این آبخوست انسان‌ساز در فاصله ۱۵۰ متر (۴۹۰ فوت) از ساحل آبخوست اصلی قرار دارد و با یک پل به آبخوست اصلی راه دارد. دو پرواز در هفته از هر طرف به گوآم و هاوایی از این فرودگاه توسط شرکت هواپیمایی یونایتد ایرلاینز (در گذشته توسط کنتیننتال میکرونزی) «آیلند هاپِر» با بوئینگ‌های ۷۳۷–۸۰۰ انجام می‌شود. این پروازها در مسیر خود در پوناپی و چوک و مقصدهایی در جزایر مارشال توقف می‌کنند. نائورو ایرلاینز نیز یک پرواز در هفته با بوئینگ ۷۳۷–۳۰۰ به بریزبن استرالیا، و نادی در فیجی دارد.

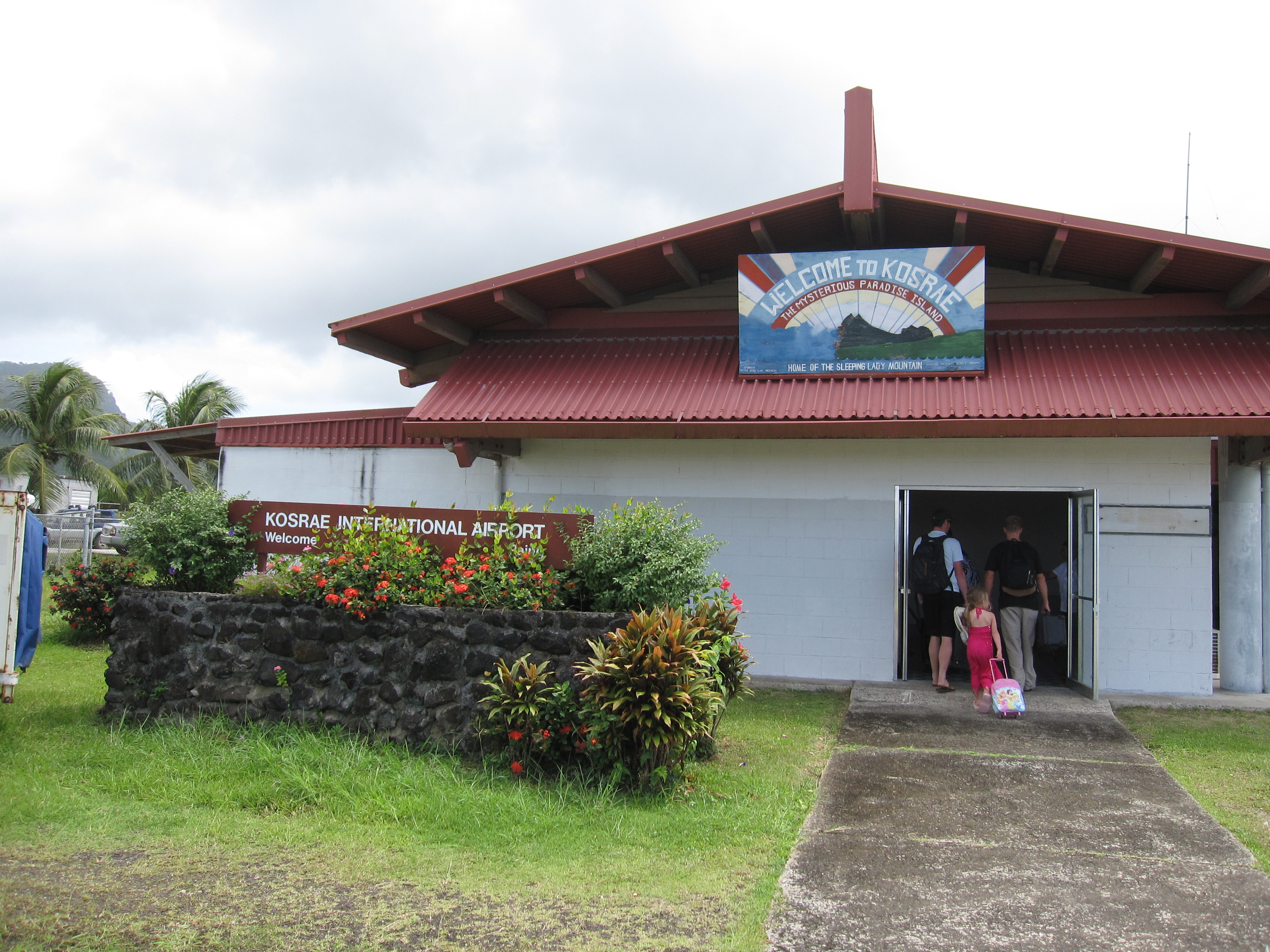
فرودگاه بین‌المللی کوسرای

## آموزش و پرورش

### مدرسه‌های دولتی
وزارت آموزش و پرورش ایالت کُسرائه شش دبستان و یک دبیرستان را مدیریت می‌کند:
- دبستان تافونساک
- دبستان مالم
- دبستان اوتوه
- دبستان للو
- دبستان سانسریک
- دبستان والونگ
- دبیرستان کوسرائی

### مدرسه‌های خصوصی
- مدرسه ادونتیست روز هفتم کُسرائه

### هر دانش‌آموز یک لپ‌تاپ
در ژوئیه ۲۰۱۱ وزارت آموزش و پرورش ایالت کُسرائه نخستین ایالت در ایالات فدرال میکرونزی بود که برنامه «یک لپ‌تاپ برای هر دانش‌آموز» را اجرا کرد. در پی آن، ۷۲۰ لپ‌تاپ ایکس‌او-۱ به دانش‌آموزان مدرسه‌های دولتی کُسرائه داده شد.

## زبان‌ها
زبان رسمی در ایالت کُسرائه، زبان کوسرائیایی است. اگرچه در مکاتبات اداری دولتی، از زبان انگلیسی نیز استفاده می‌شود. بر پایه قانون اساسی کُسرائه از زبان انگلیسی برای دادن حق برابر به همه ساکنان کُسرائه استفاده می‌شود. باید گفت که در دوره‌ای، قانون اساسی کُسرائه به هر دو زبان انگلیسی و کوسرائیایی، نوشته شده بود تا از درگیری‌های حل نشدنی جلوگیری شود، اما سرانجام، زبان کوسرائیایی پیروز شد. توجه شود که زبان رسمی در کشور ایالات فدرال میکرونزی زبان انگلیسی است.

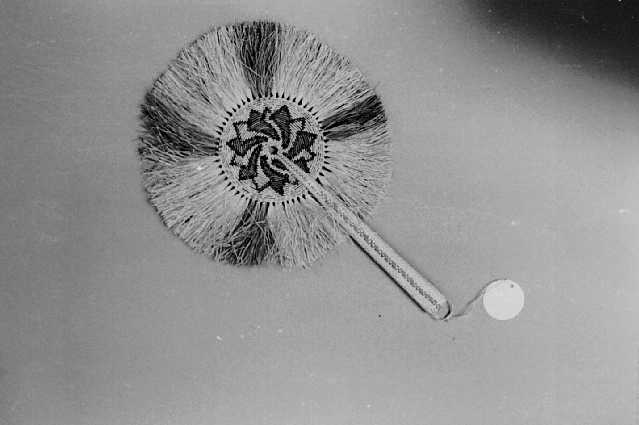
بادبزن سنتی کُسرائه

## اقتصاد
در دوران نخستین، یک سامانه مبادله‌ای با صدف دریایی در کُسرائه وجود داشت. امروزه دانش کمی از چگونگی کارکرد این سامانه در دست است.
از دهه ۱۹۶۰ (میلادی) تا کنون دولت ایالتی کُسرائه، استخدام‌کننده اصلی در آبخوست بوده‌است. درحالیکه ماهی‌گیری و کشاورزی سنتی، منابع اصلی درآمد و اقتصاد آن هستند. واردات، جای هرگونه کالاهای بومی دیگر که در گذشته در خود کُسرائه ساخته می‌شدند را گرفته‌است. دلار آمریکا واحد پول رایج در کُسرائه و همه کشور ایالات فدرال میکرونزی است.
تا به امروز صنعت گردشگری کُسرائه محدود به غواصی اسکوبا در آب‌سنگ‌های مرجانی بوده که ماننده حلقه، همه آبخوست را در بر می‌گیرند. محبوبیت موج‌سواری، کوهنوردی، و موج‌سواری با پارو در میان کرناها در حال افزایش است. مسابقه دو سالانه راک‌هاپر به طول ۱۰ کیلومتر (۶٫۲ مایل) که از سال ۲۰۱۳ آغاز شده، ورزشکاران بسیاری را از پوناپی و آب‌سنگ حلقوی کواجالین به خود جذب می‌کند.

### واگذاری تفریح‌گاه با قرعه کشی
در ژوئیه ۲۰۱۶ تفریحگاه نائوتیلوس کُسرائه با یک قرعه‌کشی که از همه جهان در آن شرکت داشتند واگذار شد. خانواده صاحب‌های پیشین آن (داگ و سالی بِیتز)، آن‌ها را متقاعد کردند که در هنگام بازگشت به استرالیا، تفریح‌گاه را به جای فروش، با قرعه‌کشی واگذار کنند. برنده این قرعه‌کشی «جاشوآ» از ایالت نیو ساوت ولز استرالیا بود.

## خوراک

### سنتی
خوراک سنتی کُسرائه، درخت نان، نارگیل، موز، یم، و نیشکر است. درخت نان، خوراک اصلی بود که در دوران کمبود، در گودال‌های پوشیده از برگ درخت نگهداری می‌شد. نارگیل خوراک طبقه نخبه‌ها و فرمانروایان بود.
خوراک مهم‌ترین نقش در سبک زندگی در کُسرائه را داشت؛ زیرا هر روستا از گروهی از خانواده‌ها تشکیل می‌شد که در خانه‌هایی ساخته شده به دور یک آشپزخانه (زمین گرمایی)، گرد هم می‌آمدند. تارو نرم به شکل یک خوراک ویژه مهمانی درمی‌آمد که به آن «فاه‌فاه» می‌گفتند. این خوراک توسط مردانی آماده می‌شد که جزئی‌ترین مهارت‌های آماده‌سازی آن به آن‌ها آموزش داده می‌شد. این افراد خوراک دیگری به نام «سوهکا» یا «کاوا» را نیز آماده می‌کردند که با گرم کردن ریشه گیاهان کوهی درست شده و فقط برای طبقه نخبگان بود. ماهی با تور ماهی‌گیری گرفته می‌شد.

### امروزی
امروزه خوراک بیشتر خانواده‌ها برنج وارداتی و ماهی و گوشت کنسرو شده‌است که با ماهی تازه محلی و ریشه محصولات کشاورزی، مخلوط می‌شوند. حتی امروز، فاه‌فاه و خوک نیز بیشتر، خوراک ویژه مهمانی است. به نظر می‌رسد که ژاپنی‌ها درخت لیموترش را به کُسرائه آوردند که محصول آن کیفیت مناسبی دارد. چند گونه نارنگی که هنگام رسیدن به رنگ سبز در می‌آیند در کُسرائه فراوان بوده و دیگر آبخوست‌های نزدیک، به دنبال آن هستند. سیب کوهستانی یک میوه درخت گرمسیری است (ارتباطی با سیب ندارد) به همراه توت‌فرنگی پایاپا و آناناس در بسیاری از بخش‌های کُسرائه می‌رویند. چند گونه موز وجود دارد که برخی از آن‌ها بهترین مزه را در مقایسه با دیگر موزها دارند. گونه‌ای موز نیز وجود دارد که باید پیش از خوردن، پخته شود. موز کالیفرنیش نیز می‌تواند حتی هنگامی که سبز (نرسیده) است خورده شود. چند نفر از کشاورزان محلی، سبزی‌های گوناگونی مانند خیار، کلم چینی، کاهو، بادنجان، کدو، و طالبی را به جزایر مارشال صادر می‌کنند.